# 8612 Буров
8612 Буров (8612 Burov) — астероїд головного поясу, відкритий 26 вересня 1978 року.
Тіссеранів параметр щодо Юпітера — 3,521.